# Odzysk
Ten artykuł należy dopracować:

przedstawiono sytuację tylko z polskiej perspektywy – artykuł powinien być przekrojowy.
Pomóż go poprawić. Na stronie dyskusji mogą znajdywać się pomocne komentarze.

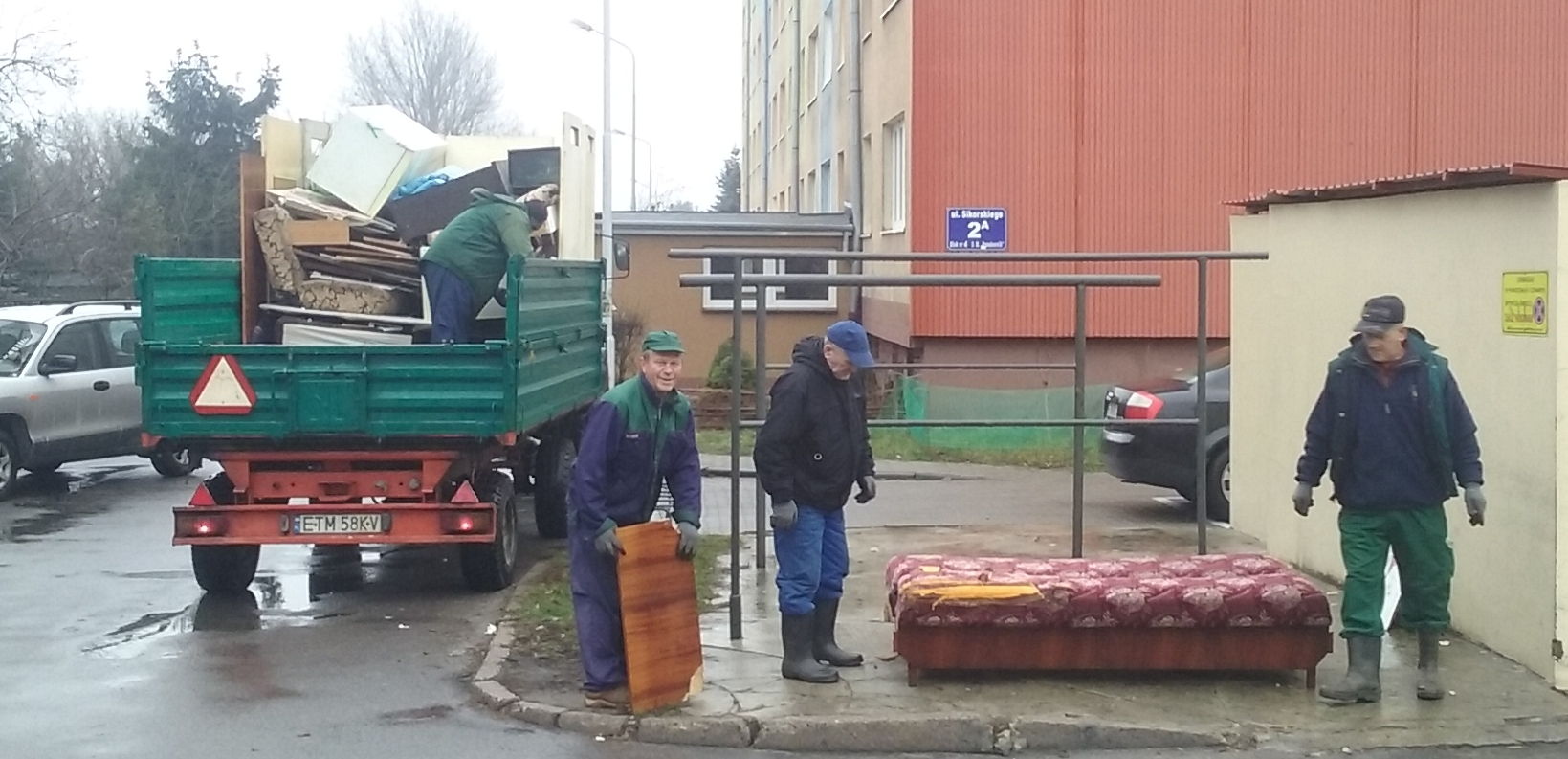
Odbiór odpadów gabarytowych w Tomaszowie Mazowieckim, w województwie łódzkim

Odzysk – wszelkie działania, niestwarzające zagrożenia dla życia, zdrowia ludzi lub dla środowiska, polegające na wykorzystaniu odpadów w całości lub w części, lub prowadzące do odzyskania z odpadów substancji, materiałów lub energii i ich wykorzystania. Pojęcie odzysku jest zatem szersze od pojęcia recyklingu, obejmuje np. także spalanie odpadów w spalarniach odpadów komunalnych.

## Procesy odzysku

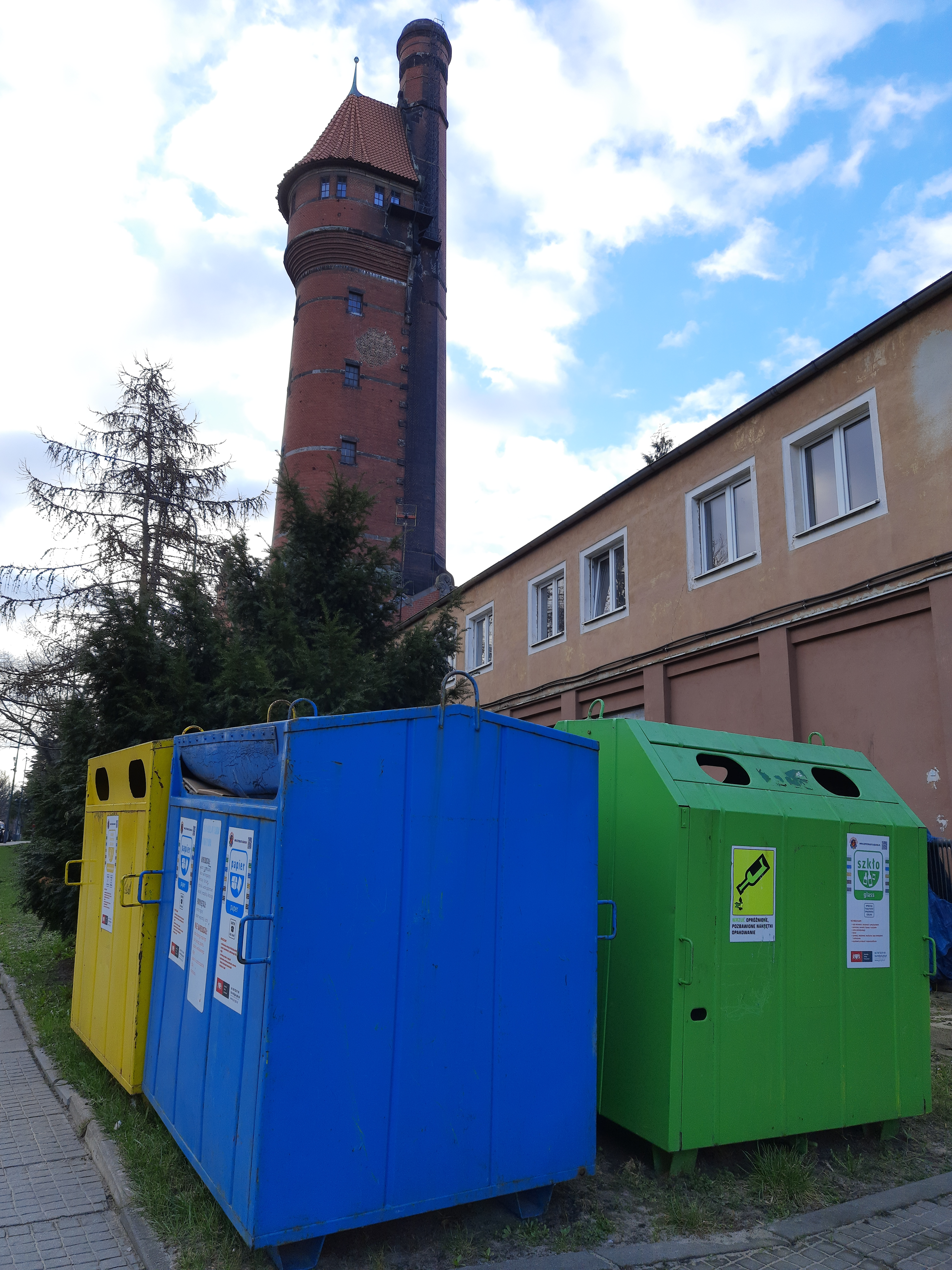
Kontenery gniazdowe do selektywnej zbiórki odpadów na terenie Politechniki Gdańskiej

- R1 – Wykorzystanie głównie jako paliwa lub innego środka wytwarzania energii
- R2 – Odzysk/regeneracja rozpuszczalników
- R3 – Recykling lub odzysk substancji organicznych, które nie są stosowane jako rozpuszczalniki (w tym kompostowanie i inne biologiczne procesy przekształcania)[a]
- R4 – Recykling lub odzysk metali i związków metali
- R5 – Recykling lub odzysk innych materiałów nieorganicznych[b]
- R6 – Regeneracja kwasów lub zasad
- R7 – Odzysk składników stosowanych do redukcji zanieczyszczeń
- R8 – Odzysk składników z katalizatorów
- R9 – Powtórna rafinacja lub inne sposoby ponownego użycia olejów
- R10 – Obróbka na powierzchni ziemi przynosząca korzyści dla rolnictwa lub poprawę stanu środowiska
- R11 – Wykorzystywanie odpadów uzyskanych w wyniku któregokolwiek z procesów wymienionych w pozycji R1-R10
- R12 – Wymiana odpadów w celu poddania ich któremukolwiek z procesów wymienionych w pozycji R1-R11[c]
- R13 – Magazynowanie odpadów poprzedzające którykolwiek z procesów wymienionych w pozycji R1-R12 (z wyjątkiem wstępnego magazynowania u wytwórcy odpadów)